# Sizilische Goldene Bulle

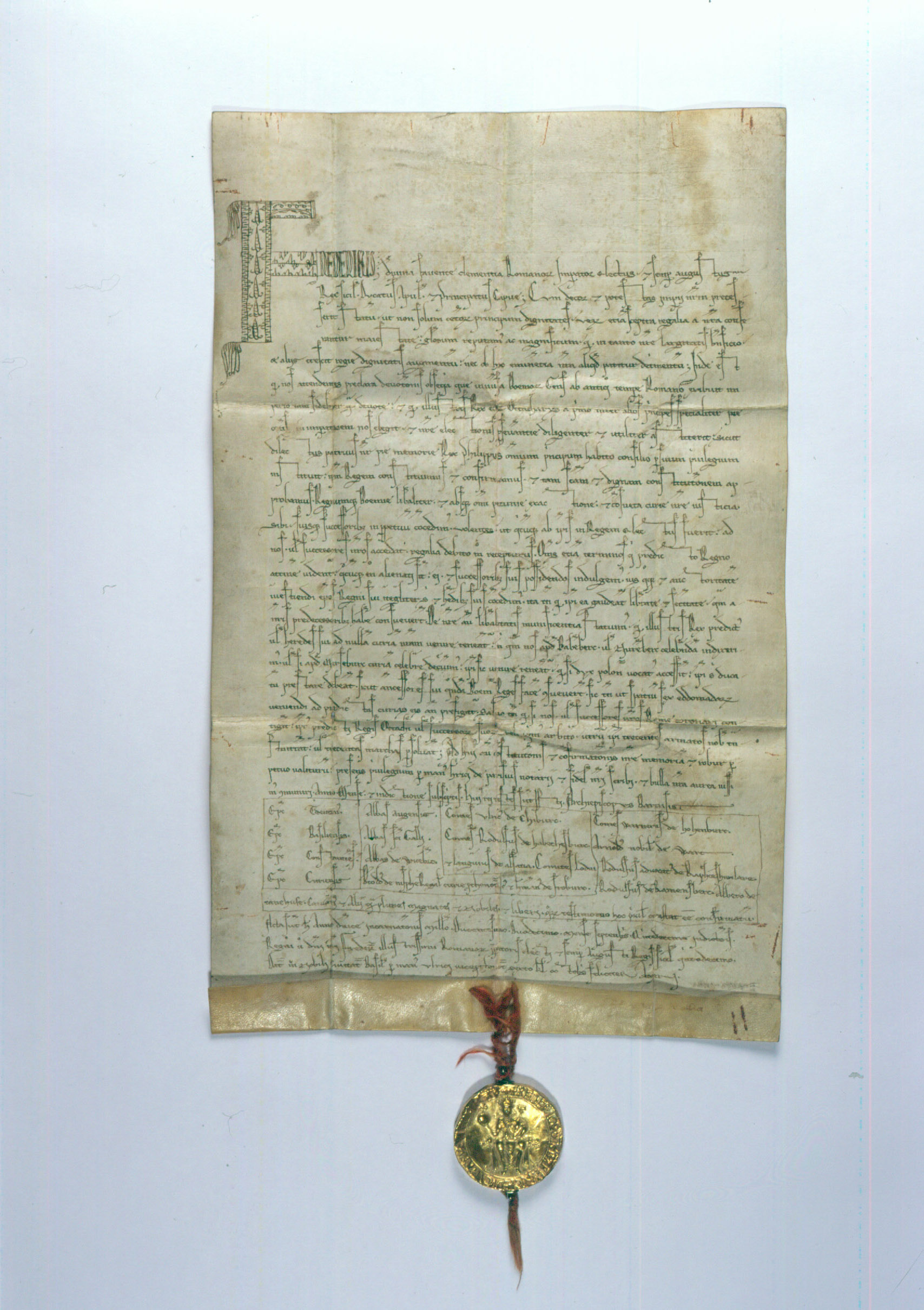
Sizilische Goldene Bulle

Als Sizilische Goldene Bulle (lateinisch Bulla Aurea Siciliæ, tschechisch Zlatá bula sicilská) wird das am 26. September 1212 vom sizilischen König und künftigen Kaiser Friedrich II. in Basel erteilte Privileg bezeichnet. Friedrich II. bestätigt darin dem böhmischen König Ottokar I. Přemysl und seinen Nachfolgern die Königswürde und bestimmt die Rechte und Pflichten der böhmischen Könige innerhalb des Heiligen Römischen Reiches. Die Sizilische Goldene Bulle, die in Wirklichkeit aus drei Urkunden besteht, zählt zu den bekanntesten und bedeutendsten Dokumenten der böhmischen Geschichte. Im 19. Jahrhundert und Anfang des 20. Jahrhunderts wurde sie als ein Beleg für das historische Recht des tschechischen Volkes auf einen eigenen Staat verwendet.

## Entstehung
Bereits zwei von Ottokars Vorgängern wurde vom Kaiser die Königswürde verliehen, Herzog Vratislav II. im Jahr 1085 und Herzog Vladislav II. im Jahr 1158. Sie erhielten diesen Titel für ihre Unterstützung des Kaisers, aber nur persönlich, nicht erblich. Ihre Nachfolger herrschten wieder als Herzöge.
Erst Ottokar I. Přemysl ist es gelungen, einen erblichen Königstitel zu erhalten und damit das Land Böhmen zum Königreich zu erheben. Ottokar machte sich nach dem Tod von Kaiser Heinrich VI. die Rivalität zwischen dem Welfen Otto IV. von Braunschweig und dem Staufer Philipp von Schwaben um die Kaiserkrone zunutze. Er unterstützte Philipp, erhielt von ihm 1198 den Königstitel als ein erbliches Privileg und wurde in Boppard als böhmischer König gekrönt. Im Jahr 1203 wechselte Ottokar I. Přemysl die Seiten und unterstützte Otto IV. von Braunschweig, der ihm das Privileg bestätigte. Daraufhin wurde Ottokar am 24. August 1203 im Heerlager vor Merseburg vom Kardinal Guido von Praeneste erneut gekrönt. Im Jahr 1204 hat auch Papst Innozenz III. die erbliche böhmische Königskrone anerkannt.
Als Otto IV. von Braunschweig 1210 exkommuniziert wurde, schlug sich Ottokar I. Přemysl zusammen mit seinem Bruder, dem mährischen Markgrafen Vladislav Heinrich, erneut auf die Seite der Staufer. Bei der Wahl des künftigen Kaisers am 18. November 1211 in Nürnberg gab er seine Stimme Friedrich II., dem Neffen vom Philipp von Schwaben, der zu dieser Zeit sizilischer König war. Die Reichsfürsten schickten anschließend eine Delegation nach Sizilien (Anselm von Justingen und Heinrich von Neuffen), um den jungen Staufer über die Wahl zu informieren. Friedrich II. nahm die Wahl an, verließ Sizilien und machte sich auf den Weg nach Deutschland. Er überquerte die Alpen und ließ dann am 26. September 1212 in Basel für seine einflussreichen böhmischen Verbündeten, Ottokar I. Přemysl und Vladislav Heinrich, drei Privilegien – die Sizilischen Goldenen Bullen – ausstellen.
Es gibt keine Hinweise darauf, dass Ottokar I. Přemysl oder Vladislav Heinrich persönlich in Basel anwesend gewesen wären. Doch die Urkunden entstanden vermutlich unter ihrer Mitwirkung. Es ist schwer anzunehmen, dass sich im damaligen Umfeld des sizilischen Königs eine Person befand, die gut über die Verhältnisse in Böhmen und die Forderungen Ottokars unterrichtet gewesen wäre. Möglicherweise hatte Ottokar einem der Legaten in Nürnberg eine Liste der böhmischen Forderungen mitgegeben, die dem Schreiber, Notar Henricus de Parisius, in Basel als Grundlage für die Erstellung der Bullen diente.

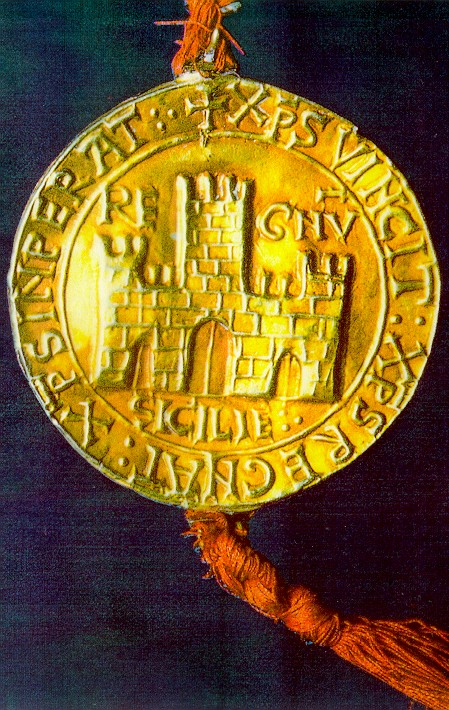
Goldbulle Friedrichs II. als König von Sizilien

## Name
Der Name „Sizilische Goldene Bulle“ leitet sich vom sizilischen Königssiegel in Gold ab, mit dem Friedrich II. die drei Urkunden beglaubigte. Er besaß zu diesem Zeitpunkt noch nicht das Siegel des Deutsch-römischen Kaisers. Dieser Name wird von tschechischen Historikern aber erst seit Anfang des 20. Jahrhunderts verwendet, früher sprach man nur von den Basler Privilegien vom 26. September 1212. Das erste der drei Privilegien ist das bekannteste und bedeutendste, oft wird nur dieses als die „Sizilische Goldene Bulle“ bezeichnet.
Friedrich II. stellt sich in allen drei Dokumenten nicht nur als „rex Sicilie“ (König von Sizilien) vor, sondern auch als „Romanorum imperator electus“ (gewählter römischer Kaiser). Es ist nicht klar, warum Friedrich II. diesen Titel verwendete, denn er war zu diesem Zeitpunkt noch nicht Kaiser, zutreffende Übersetzung wäre deshalb: „erwählter“, also künftiger Kaiser.

## Inhalt der ersten Bulle
- Friedrich II. bestätigt dem böhmischen König Ottokar I. Přemysl und seinen künftigen Nachfolgern die Königswürde, die ihm schon früher sein Oheim König Philipp von Schwaben (1198) verliehen hatte. Der Grund dafür ist, dass Ottokar ihn unterstützt und bei der Wahl zum römischen Kaiser für ihn gestimmt hatte.
- Friedrich II. bekräftigt weiter, dass er und seine Nachfolger alle vom böhmischen Adel gewählten Könige im Amt bestätigen werden. Damit wurde dem böhmischen Adel das Recht zugesichert, ihren König selber zu wählen. Der Kaiser hatte lediglich die Aufgabe, den in Böhmen gewählten König zu bestätigen.
- Dem böhmischen Staat werden seine territoriale Ausdehnung und Grenzen garantiert (ohne sie genauer festzulegen).
- Friedrich II. gewährt den böhmischen Königen das Recht der Investitur neuer Bischöfe im eigenen Land. Damit stieg die Macht der böhmischen Könige, denn bisher war es das Recht des Kaisers.
- Der böhmische König ist nicht zum Besuch von einberufenen Hoftagen verpflichtet, es sei denn, sie finden in der Nähe der Landesgrenzen statt: nämlich in Bamberg, Nürnberg oder Merseburg. Falls der polnische Herzog die Einladung annimmt, soll der böhmische König ihm ein Geleit zur Verfügung stellen.
- Im Falle einer Kaiserkrönung im Rom ist der böhmische König verpflichtet, ein Gefolge von 300 Berittenen zur Verfügung zu stellen, oder einen Betrag von 300 Mark in Silber als Ersatz zu leisten.

## Inhalt der zweiten Bulle
- Friedrich II. verleiht und bestätigt Ottokar I. Přemysl kleinere Reichsgüter und Lehen in der Nähe der Landesgrenzen, in der Oberpfalz, im Vogtland und in Pleißenland.

## Inhalt der dritten Bulle
- Die dritte Bulle ist für Vladislav Heinrich bestimmt, der als Markgraf die mährischen Gebiete verwaltete. Er soll ein rätselhaftes „Mocran et Mocran“ erhalten. Hinter diesem unverständlichen Ausdruck vermutet man entweder ein Reichslehen unbekannter Lage oder die Worte „Mähren und Mähren“, die durch ein Versehen bei der Urkundenherstellung zu Mocran et Mocran verstümmelt worden wären. Im letzteren Fall hätte Vladislav Heinrich wie sein Bruder die Anerkennung seiner Herrschaft erzielt.[4]

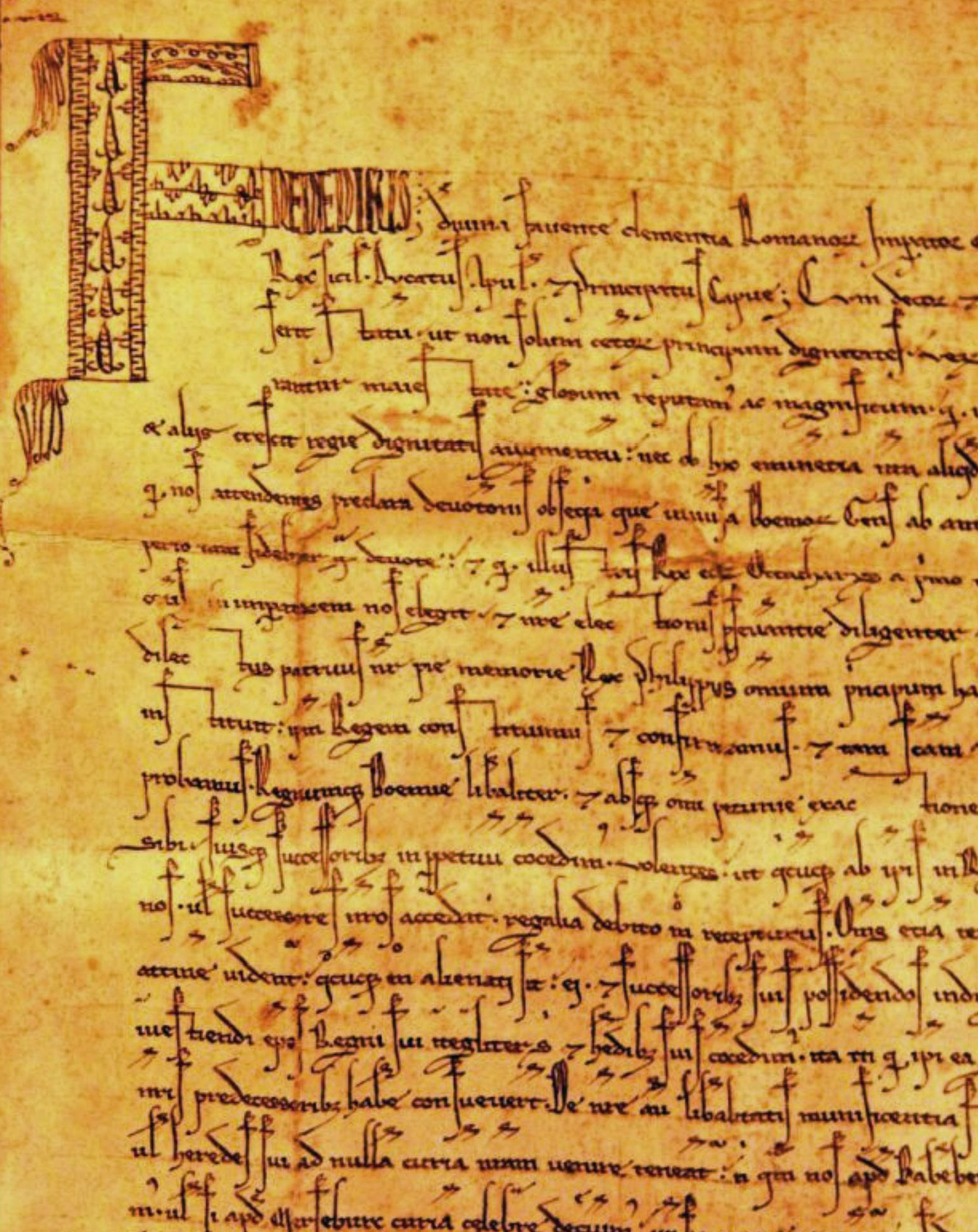
Detail der Sizilischen Goldenen Bulle

## Bedeutung
Die Sizilische Goldene Bulle ist eine wichtige Gründungsurkunde des Königreichs Böhmen und sie regelte die Beziehungen des Königreiches zum Heiligen Römischen Reich. Ihr Zustandekommen zeigt das Prestige der böhmischen Herrscher und den wachsenden Einfluss, den sie im 13. Jahrhundert in Mitteleuropa gewonnen hatten. Sie hat aber nach Ansicht der heutigen Historiker nicht die überragende staatsbildende Bedeutung, die ihr tschechische Historiker des 19. und Anfang des 20. Jahrhunderts gaben.
Für die přemyslidischen Könige des 13. Jahrhunderts scheint sie keine große Rolle gespielt zu haben. Sie wird nicht in der sog. Ulmer Goldenen Bulle von 1216 zitiert, in der Friedrich II. die Nachfolgeregelung der böhmischen Könige bestätigte, und es gibt auch keinen Beleg dafür, dass sie bei der Inthronisation von Ottokars Nachfolgern eine Verwendung gefunden hätte. Es gibt auch keine Anzeichen dafür, dass Ottokar I. Přemysl die Besitzungen beansprucht hätte, die ihm mit der zweiten Bulle zugesprochen wurden.
Das Bewusstsein für die Bedeutung der Sizilischen Goldenen Bulle schuf erst der böhmische König und Kaiser Karl IV., der sie ins Kronarchiv aufnahm, sie zusammen mit neun anderen Schlüsselprivilegien des Königreiches neu herausgab, mit neuem Siegel versah, und am 7. April 1348 auf den Verhandlungen des Landtages feierlich bestätigen ließ. Karl IV. wollte dadurch mit seinem Königtum auf alte přemyslidische Traditionen anknüpfen. Nach der Schlacht am Weißen Berg (1620) geriet die Bulle beinahe völlig in Vergessenheit und wurde erst wieder in der Bewegung der Nationalen Wiedergeburt der Tschechen 19. Jahrhunderts als eine Schlüsselurkunde der tschechischen Geschichte wiederentdeckt.
Die tschechischen Historiker des 19. Jahrhunderts und Anfang des 20. Jahrhunderts sahen das Jahr 1212 als ein Wendepunkt, an dem es Ottokar I. Přemysl gelang, für die böhmischen Länder den Status einer Erbmonarchie zu erringen und mit der Sizilischen Goldenen Bulle eine weitgehende rechtliche Unabhängigkeit vom „Deutschen Reich“ zu sichern. Diese Interpretation fand dann ihren Eingang in die Lehrbücher und in das öffentliche Bewusstsein. Die Sizilische Goldene Bulle diente auch als ein Beleg für das historische Recht des tschechischen Volkes auf einen eigenen Staat.

## Weiteres Schicksal der Urkunden
Es ist nicht bekannt, wie die drei Urkunden 1212 von Basel nach Prag kamen und ob deren Inhalt den Vorstellungen der Empfänger entsprach. Sie wurden später zeitweise auf der Prager Burg und (z. B. während der Hussitenkriege) auf der Burg Karlštejn aufbewahrt, bis sie im Jahr 1750 zusammen mit dem größten Teil des böhmischen Kronarchivs nach Wien transportiert wurden. Dort blieben sie bis 1920, dann wurde das Kronarchiv im Rahmen des Vertrags von Saint-Germain am 21. November wieder nach Prag zurückgebracht.
Heute werden die Originale der drei Dokumente im Nationalarchiv der Tschechischen Republik in Prag aufbewahrt, im Bestand „Archiv der Tschechischen Krone“, (Archiv České koruny), Nr. 2.
Der lateinische Text wurde von G. Friedrich im: Codex diplomaticus et epistolaris regni Bohemiae, II, Prag 1912, Nr. 96, 97, 98, S. 92–97 veröffentlicht.
Zum 800. Jahrestag der Herausgabe der Goldenen Sizilischen Bulle wurde das Dokument im September 2012 vier Tage lang unter strengen Sicherheitsvorkehrungen im Nationalarchiv öffentlich ausgestellt.